# S Club 7 in Miami
S Club 7 in Miami (Miami 7) war eine englische Fernsehserie, die von 1999 bis 2000 produziert wurde. Die Protagonisten spielen sich selbst: S Club 7 eine aufstrebende Band, die ihr Glück in Amerika versucht.

## Handlung
S Club 7 ziehen von England nach Miami, Florida, USA um ihre Karriere weiter voranzutreiben. Ihr Manager Danny Parsons verspricht ihnen in einem Luxushotel zu wohnen, doch das Paradise Hotel seines Bekannten Howard Borlotti ist arg heruntergekommen. Howard missbraucht die Band hauptsächlich als billige Arbeitskräfte, nur abends dürfen sie singen. Zu Anfang allerdings auch nur in von Howard ausgewählten Kostümen und von Howard ausgewählte Songs.

## Besetzung
| Rolle           | Schauspieler     | Synchronsprecher |
| --------------- | ---------------- | ---------------- |
| Hannah          | Hannah Spearritt | Shandra Schadt   |
| Bradley         | Bradley Mcintosh | Marc Stachel     |
| Rachel          | Rachel Stevens   | Karoline Guthke  |
| Paul            | Paul Cattermole  | Christian Bey    |
| Tina            | Tina Barrett     | Andrea Imme      |
| Jon             | Jon Lee          | Daniel Krause    |
| Jo              | Jo O’Meara       | Natascha Geisler |
| Howard Borlotti | Alfie Wise       |                  |
| Marvin Borlotti | Paul Louis       |                  |
| Danny Parsons   | Gary Whelan      |                  |

## Episoden
Folge 1Take-Off (Take Off)
Die Band beschwert sich bei ihrem Manager, weil er ihnen keine Auftritte verschafft. Daher schickt er sie nach Miami und verspricht ihnen Ruhm und Reichtum. Sie kommen in Howard Borlottis Paradise Hotel an und hoffen auf ein luxuriöses Leben. Aber da der Manager Howard für drei Monate sieben junge Arbeitskräfte versprochen hat, wird aus diesem Traum nichts. Songs: Everybody Wants You und It’s A Feel Good Thing
Folge 2Howards Hotel (Howard’s Hotel)
Die Band muss entgegen ihren Erwartungen erst einmal das heruntergekommene Hotel renovieren. Bei ihrem ersten Auftritt am Abend (für den sie nur mit Mühe und Not Howards Erlaubnis bekommen haben) müssen sie Howards Lieblingssong Tie A Yellow Ribbon in lächerlichen Kostümen singen. Das Publikum können sie allerdings erst mit ihrem eigenen Song S Club Party begeistern.
Folge 3Chevy (The Blue Chevy)
Nachdem die Band trotz zwei Wochen langer Arbeit noch kein Geld erhalten hat, gehen sie zu Howards Haus um ihre Bezahlung zu fordern. Trotz anfänglicher Ängste zum Haus zu gehen (Warnschild: Vorsicht vor dem Alligator), zahlt Howard jedem von ihnen nach Abzügen sämtlicher (merkwürdiger) Kosten 100 Dollar aus. Als sie seinen alten Chevy in der Garage sehen, beschließen sie ihm diesen abzukaufen. Zu Anfang läuft mit dem Wagen auch alles gut, aber plötzlich geht er kaputt. Aus Rache beschließen Jo und Bradley aus Howards eigenem Chevy ihre Ersatzteile zu holen. Als sie dann wieder mit dem Wagen unterwegs sind, sehen sie Howard und Marvin am Straßenrand stehen, weil deren Auto nun den Geist aufgegeben hat. Song: Club S

## Auszeichnungen
- Jon Lee wurde 2000 für den Young Star Award in der Kategorie „Bester junger Schauspieler in einer Samstagsvormittagsfernsehserie (Best Young Actor/Performance in a Saturday Morning TV Series)“ nominiert.